# Fønfjord
De Fønfjord (Groenlands: Ujuaakajiip Kangertiva) is een fjord in de gemeente Sermersooq in het oosten van Groenland. 
De fjord maakt deel uit van het fjordencomplex Kangertittivaq (Scoresby Sund) en is een afsplitsing van de Kangertittivaq/Hall Bredning. Vanuit Kangertittivaq/Hall Bredning gaan er twee fjorden in zuidwestelijke richting: de noordelijke Fønfjord en de zuidelijke Gåsefjord. Bijna aan het einde van de fjord maakt deze een bijna haakse bocht richting het noorden om daar uit te komen op de splitsing met de Røde Fjord in noordoostelijke richting en de Vestfjord in zuidwestelijke richting. Vlak bij de splitsing mondt de gletsjer Rolige Bræ uit in de Røde Fjord.
Tien kilometer voor de monding heeft de fjord een zijtak in het noordoosten met de naam Rensund. Ten noorden van de Fønfjord ligt het Milneland, ten zuiden het Gåseland.
De fjord heeft een lengte van ruim 80 kilometer en een breedte van ruim vier kilometer.